# Тшинецкая культура
Тшинецкая культура — археологическая культура бронзового века (XIX—XI века до н. э.), занимавшая территории современных Польши, Беларуси, Прибалтики, (севера и запада) Украины. Часто объединяется с комаровской и сосницкой культурами в тшинецко-комаровскую культурно-историческую общность («культурный круг»).
Выделена в 1930 году Юзефом Костшевским, который назвал культуру по могильнику у польского села Тшцинец) под Ополем-Любельским (Люблинское воеводство). У истоков исследования культуры стояли также польские археологи В. Антоневич и А. Гардавский.

## Характеристика
Основные занятия племён — животноводство и земледелие. Поселения, весьма немногочисленные, строились без укреплений (селища). Жилища — землянки и небольшие наземные. Могильники бескурганные и курганные (обычно вдоль берегов рек), захоронения чаще всего — трупоположения. В центральной камере кургана обычно помещался мужчина, предположительно pater familias, тогда как в остальных камерах, видимо, были погребены иные члена семейства и домочадцы. Известны случаи ритуального расчленения трупов по степному образцу.
Обнаружены керамические изделия, кремнёвые и каменные орудия, поделки из кости и бронзы. Характерны сосуды тюльпановидной формы (со скупым орнаментом по шейке), распространявшиеся с запада. Декор на керамике и обычай окружать курганы кольцами из камней типичны для солярных культов (солнцепочитание).

## Структура и связи с другими культурами
Тшинецкий культурный круг (ТКК) состоит из трёх основных культур: на западе и севере ареала — собственно тшинецкая культура, в Прикарпатье и в лесостепи на Правобережье — комаровская культура, в лесной зоне на востоке — сосницкая культура.
Членение тшинецкого культурного круга из работы Сергея Лысенко 2017 года:
| Культурный круг | Ареал     | Культура    | География     | Группа            |
| --------------- | --------- | ----------- | ------------- | ----------------- |
| Тшинецкий       | Западный  | Тшинецкая   | низменности   | Лубенская         |
| Тшинецкий       | Западный  | Тшинецкая   | низменности   | Мазовецкая        |
| Тшинецкий       | Западный  | Тшинецкая   | низменности   | Неманская         |
| Тшинецкий       | Западный  | Тшинецкая   | возвышенности | Опатовская        |
| Тшинецкий       | Западный  | Тшинецкая   | возвышенности | Любельская        |
| Тшинецкий       | Восточный | Комаровская | лесостепная   | Костиша           |
| Тшинецкий       | Восточный | Комаровская | лесостепная   | Комаровская       |
| Тшинецкий       | Восточный | Комаровская | лесостепная   | Волынская         |
| Тшинецкий       | Восточный | Комаровская | лесостепная   | Киево-черкасская  |
| Тшинецкий       | Восточный | Комаровская | лесостепная   | Подольская        |
| Тшинецкий       | Восточный | Сосницкая   | полесская     | Припятская        |
| Тшинецкий       | Восточный | Сосницкая   | полесская     | Северополесская   |
| Тшинецкий       | Восточный | Сосницкая   | полесская     | Киево-житомирская |
| Тшинецкий       | Восточный | Сосницкая   | полесская     | Сосницкая         |
| Тшинецкий       | Восточный | Сосницкая   | полесская     | Русаковицкая      |

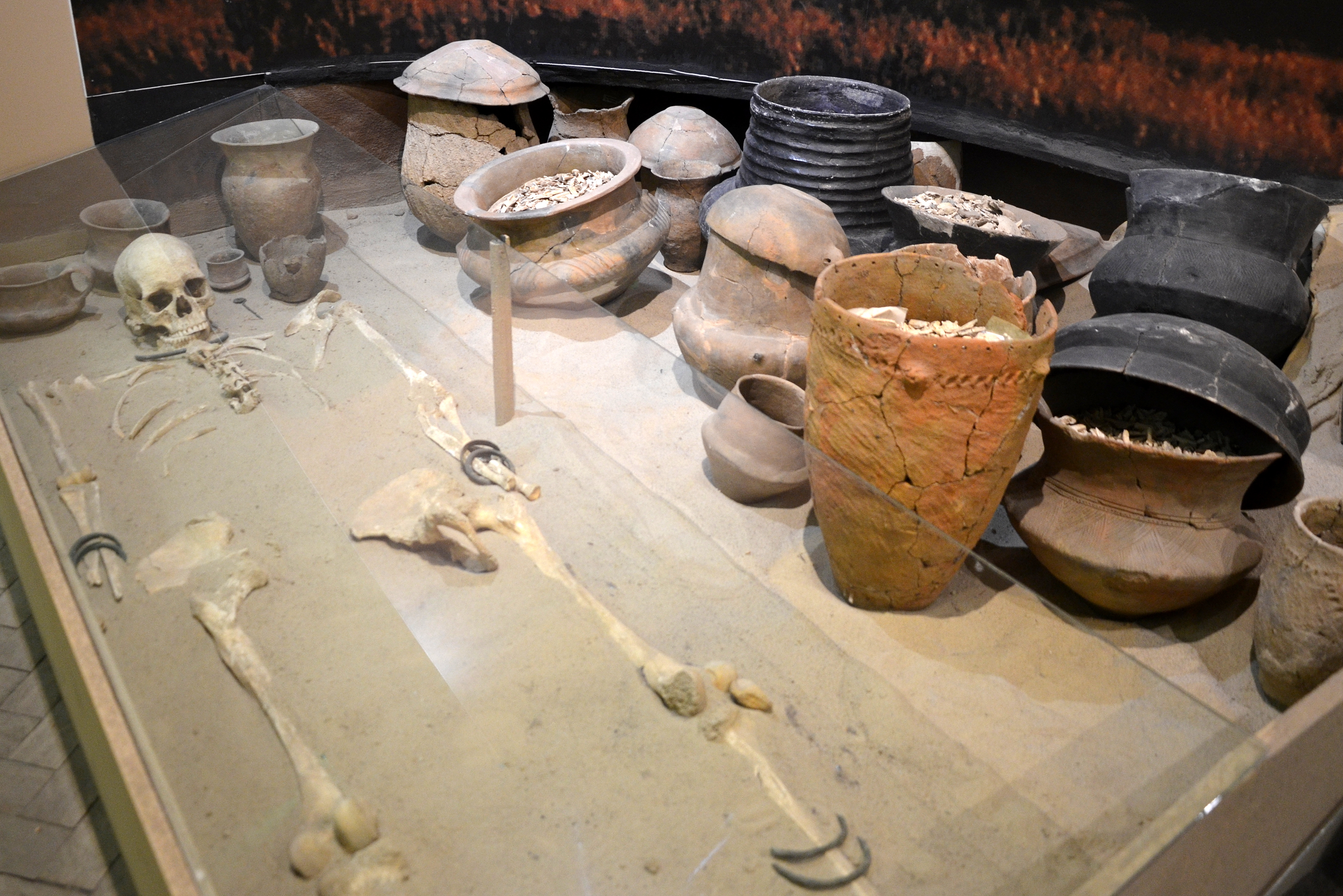
Захоронение тшинецкой культуры

ТКК сложился на территории Польши в результате развития и консолидации центральной группы культур шнуровой керамики (межановицкой, стжижовской, ивеньской) и со временем распространился дальше на восток. Испытывал влияние срубной и иных степных кочевых культур.
От тшинецкого культурного круга ведут (полностью или частично) происхождение позднейшие культуры региона, включая лужицкую (на западе) и белогрудовскую (на востоке).

## Генетика
В 2018 году у представителя ранней тшинецкой культуры (образец PL_N17) определена Y-хромосомная гаплогруппа R1a-Z280>S24902 и митохондриальная гаплогруппа J1c1b1a. Два года спустя были проанализированы останки 80 представителей тшинецкой культуры, которые оказались генетически связаны с популяциями шнуровиков, традиции колоколовидных кубков, унетицкой и мержановицкой культур, тогда как их генетическая связь со стшижувцами оказалась незначительной. Это исследование также показало, что в тшинецком обществе молодожёны оставались жить в доме мужа. Y-хромосомные гаплогруппы I2a1a и I2a1b были выявлены при анализе ДНК 91 человека, проживавшего на территориях современных Польши и Украины в эпоху бронзы.

## Язык
По мнению ряда исследователей, какая-то из локальных групп лесной зоны тшинецкого культурного круга (Припять, Полесье, среднее Поднепровье) может быть связана с носителями праславянского языка, выделившегося к XIII веку до н. э. из балто-славянского единства. В пользу этого говорит совпадение ареалов архаичной славянской гидронимии, тшинецких кремаций и тюльпановидных сосудов. Впоследствии эти черты были характерны и для раннеславянских археологических культур.
Носители комаровской культуры могли говорить на языке, близком к фракийскому или дакскому.